# Bathyconchoeciinae
Bathyconchoeciinae is een onderfamilie van kreeftachtigen uit de klasse van de Ostracoda (mosselkreeftjes).

## Geslachten
- Bathyconchoecia Deevey, 1968
- Scottoecia Angel, 2012